# Tuomaansaari (ö i Lappland, Östra Lappland, lat 66,11, long 28,11)
Tuomaansaari är en ö i Finland. Den ligger i sjön Posionjärvi och i kommunen Posio i den ekonomiska regionen  Östra Lapplands ekonomiska region  och landskapet Lappland, i den norra delen av landet, 700 km norr om huvudstaden Helsingfors. Öns area är 7 hektar och dess största längd är 500 meter i sydöst-nordvästlig riktning.